# Trampoline aux Jeux olympiques d'été de 2000
Navigation
Athènes 2004
Cet article présente les résultats du concours du trampoline lors des Jeux olympiques d'été de 2000 qui ont eu lieu à Sydney.
Lors de ces jeux, il y a eu deux épreuves de trampoline :
- une épreuve individuelle féminine ;
- une épreuve individuelle masculine.

## Résultats
| Compétition                           | Or                                   | Argent                           | Bronze                          |
| ------------------------------------- | ------------------------------------ | -------------------------------- | ------------------------------- |
| Individuel hommes résultats détaillés | Aleksandr Moskalenko Russie 41,7 pts | Ji Wallace Australie 39,3 pts    | Mathieu Turgeon Canada 39,1 pts |
| Individuel femmes résultats détaillés | Irina Karavaeva Russie 38,9 pts      | Oxana Tsyhuleva Ukraine 37,7 pts | Karen Cockburn Canada 37,4 pts  |

## Tableau des médailles par pays
| Rang | Nation    | Or | Argent | Bronze | Total |
| ---- | --------- | -- | ------ | ------ | ----- |
| 1    | Russie    | 2  | -      | -      | 2     |
| 2    | Ukraine   | -  | 1      | -      | 1     |
| 2    | Australie | -  | 1      | -      | 1     |
| 4    | Canada    | -  | -      | 2      | 2     |